# Berijew R-1
Die Berijew R-1 (russisch Бериев Р-1) war das erste strahlgetriebene Flugboot der Sowjetunion.

## Geschichte und Entwicklung
Nach Ende des Zweiten Weltkriegs begann man im OKB-49 mit der Entwicklung des Projektes R. Ausgehend vom Flügelentwurf der Berijew Be-6, der Anforderung eines Strahlflugbootes seitens der sowjetischen Marine und von den Strahlflugzeugentwicklungen in den OKBs Iljuschin und Tupolew arbeitete man ab Mai 1947 einen entsprechenden Entwurf aus.
Die offizielle Anforderung wurde am 12. Juni 1948 veröffentlicht und sah eine Reichweite von 2000 bis 2500 km, drei Mann Besatzung und eine Geschwindigkeit von 800 km/h vor. Das Flugzeug sollte ein Radargerät tragen. Die Aufgabe war die Aufklärung und die Bekämpfung feindlicher Ziele. Dazu waren vier 20 mm Kanonen und eine Bombenlast von 2000 kg vorgesehen.
Am 10. Juni 1950 war eine Attrappe fertig. Die ursprünglich vorgesehenen Rolls-Royce Nene-Triebwerke wurden durch die inzwischen verfügbaren Klimow WK-1 ersetzt, die einen höheren Schub erzeugten. Sie waren in langen Verkleidungen eingebaut, die sich an der Knickstelle des Flügels befanden und so einen maximalen Abstand zur Wasseroberfläche aufwiesen. Zusätzlich war der Einbau eines Starthilfe-Raketentriebwerkes möglich. Statt der 20-mm-Kanonen sollten solche vom Kaliber 23 mm zum Einsatz kommen. Zusätzlich wurde die Möglichkeit geschaffen, zwei 500-kg-Minen zu befördern.
Im November 1951 war der erste Prototyp fertig und am 24. November begannen die ersten Versuche im Wasser. Bei 165 km/h kam es dabei zu nicht kontrollierbaren Schwingungen um die Nickachse, die fast zur Zerstörung des Prototyps führten. Man nannte das Phänomen „Hydrodynamische Instabilitätsschwelle“, zu dessen Lösung umfangreiche Forschungsarbeiten nötig waren. Die Lösung bestand schließlich in einem System, das den Zustrom von Luft unter den Rumpf zwischen die beiden Bootsstufen ermöglichte.
Beim Erstflug, der am 30. Mai 1952 stattfand, traten Vibrationen am Heck auf. Auch während hoher Geschwindigkeiten auf dem Wasser kam es zu Vibrationen, die kritische Ausmaße annahmen. Am 3. Oktober 1953 verunglückte der Prototyp während der Landung, konnte jedoch wieder instand gesetzt werden. Bereits zu diesem Zeitpunkt war das Projekt gefährdet. Eine schnelle Lösung der Probleme erschien nicht wahrscheinlich. Die Entwicklung landgestützter Aufklärer großer Reichweite ließ Flugboote in Zukunft generell überflüssig erscheinen.
Man entschied jedoch, die gewonnenen Erkenntnisse in ein leistungsfähigeres Projekt zu überführen, aus dem die Berijew Be-10 entstand. Die Flüge der veränderten R-1 wurden am 18. Juli 1953 wieder aufgenommen. Es waren verbesserte Vorflügel montiert worden. Schließlich gelang es, das Luftzustromsystem so zu ändern, dass es auch die Vibrationen verhinderte. Es wurden Überlegungen angestellt, die Maschine mit einem gepfeilten Leitwerk auszurüsten, die jedoch nach dem Bau einer Attrappe nicht weiter verfolgt wurden. Eine Serienfertigung dieses Typs war zu diesem Zeitpunkt bereits nicht mehr vorgesehen.
Die geänderte Maschine wurde weiterhin problemlos im Versuchsbetrieb verwendet, bis im Februar 1956 die R-1 nach einer Grundberührung infolge einer Notlandung abgeschrieben werden musste.

## Aufbau
Die R-1 war ein Schulterdecker mit freitragendem Trapezflügel mit einem Knick in Höhe der Triebwerke und beiklappbaren Schwimmern an den Flügelenden. Sie besaß eine Druckkabine, Schleudersitze für die Piloten sowie zur Verteidigung einen ferngesteuerten Heckstand. Das Cockpit war dabei zur besseren Sicht des Piloten nach links versetzt. Das Leitwerk war als Kreuzleitwerk ausgeführt. Der Bootsrumpf war zweistufig gestaltet. Die mit Radar ausgerüstete Maschine war allwettertauglich.

## Technische Daten

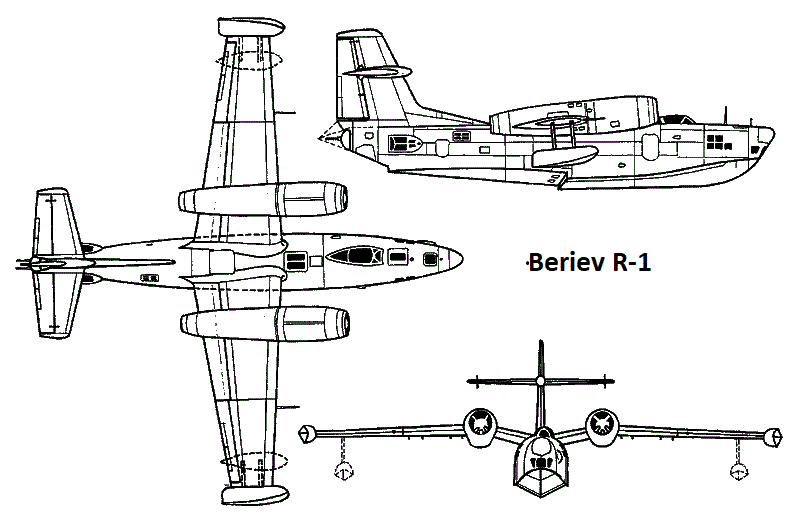
Dreiseitenansicht

| Kenngröße             | Daten |
| --------------------- | --- |
| Besatzung             | 3 |
| Länge                 | 19,90 m |
| Spannweite            | 20,00 m 21,40 mit beigeklappten Schwimmern                                                                    |
| Höhe                  | 7,10 m |
| Flügelfläche          | 58,2 m² |
| Leermasse             | 12.460 kg |
| Startmasse            | normal 17.000 kg maximal 20.300 kg                                                                            |
| Antrieb               | zwei Klimow WK-1 zu je 26,4 kN Startschub                                                                     |
| Höchstgeschwindigkeit | 810 km/h in 7.000 m Höhe                                                                                      |
| Reisegeschwindigkeit  | 760 km/h |
| Abhebegeschwindigkeit | 195 km/h |
| Landegeschwindigkeit  | 185 km/h |
| Reichweite            | 2.000 km |
| Dienstgipfelhöhe      | 11.500 m |
| Bewaffnung            | zwei starre 23-mm-Kanonen im Rumpfbug zwei bewegliche 23-mm-Kanonen im Heck zusätzlich 1000 kg Abwurfmunition |